# شعار وطني

شعار الجمهورية الفرنسية "حرية، مساواة، أخوة".

الشعار الوطني هو الجملة أو العبارة التي تعبر عن اعتقاد أو هدف، أو دافع عام أو نية فرد أو أسرة، أو مجموعة اجتماعية، أو منظمة. عادة ما توجد الشعارات الوطنية (أو الشعارات) في الغالب في شكل مكتوب (على عكس الشعارات اللفظية، والتي يمكن التعبير عنها شفهيًا أيضًا)، وقد تنبع من تقاليد طويلة من الأسس الاجتماعية، أو من أحداث مهمة، مثل حرب أهلية أو ثورة. قد يكون الشعار بأي لغة، ولكن استخدمت اللغة اللاتينية على نطاق واسع، خاصة في العالم الغربي.

## اللغة
كانت اللاتينية شائعة جدًا للشعارات في العالم الغربي، ولكن بالنسبة للدول، تُختار عمومًا لغتها الوطنية الرسمية.  تشمل الأمثلة على استخدام لغات تاريخية أخرى في لغة الشعار:
- مقاطعة سومرست في إنجلترا: (جميع رجال سومرست)، الإنجليزية القديمة.[5][6]
- جنوب كامبريدجشير في الفينات (المستنقعات) الإنجليزية: (لا شيء بدون عمل)، شعار من اللغة الهولندية، في الأصل هو شعار للهولندي كورنيليوس فيرمويدن، الذي صرّف المستنقعات في القرن السابع عشر.[7][8]
- جنوب أفريقيا: (الوحدة في التنوع).
- إقليم شتلاند: (بموجب القانون يجب بناء الأرض)، من اللغة الإسكندنافية القديمة.[9]
- الشعار الكانتي هو الشعار الذي يحتوي على تلاعب بالكلمات. على سبيل المثال، شعار إيرل أونسلو هو (حرفيًا 'استعجل بتأنّ')، تفسير التلاعب اللفظي على 'on slow'.[10] وبالمثل، فإن شعار بورغ تايبورت Te oportet alte ferri،(واجب عليك أن ترفع من شأن نفسك عاليًا)، هو تلاعب على 'Tayport at auld Tay Ferry'، في إشارة أيضًا إلى المنارة المحلية. شعار مكتب التحقيقات الفيدرالي الأمريكي، الإخلاص والشجاعة والنزاهة، هو اختصار عكسي للأحرف إف بي آي.[11]

## شعارات لدول من العالم

"الرب وحقي" في شعار المملكة المتحدة.

- فرنسا: حرية مساواة إخوة.
- الولايات المتحدة: نحن نثق بالله.[12][ا]
- كوريا الشمالية: أمة قوية ومزدهرة.
- المملكة المتحدة: فليحفظ الرب الملك.[ب]
- أنغولا: القوة المتحدة أقوى.
- هولندا: سأدعم وأحافظ.[13]

## شعاراتلدول إسلامية

"إيمان، اتحاد، نظام" في شعار باكستان.

- أفغانستان: الله أكبر. لا إله إلا الله ومحمد رسول الله.بسم الله الرحمن الرحيم
- باكستان: الوحدة والإيمان والنظام
- بروناي: الدائمون المحسنون بالهدي
- إيران: الاستقلال، الحرية، الجمهورية الإسلامية

## شعاراتلدول عربية

«إِنْ تَنْصُرُوا ٱللَّٰهَ يَنْصُرْكُمْ» في شَعَارِ ٱلْمَمْلَكَةِ ٱلْمَغْرِبِيَّةِ.

- السعودية: لَا إِلَٰهَ إِلَا ٱللَّٰهُ، مُحَمَّدٌ رَسُولُ ٱللَّٰهِ.
- الأردن: اَللَّٰهُ، ثُمَّ ٱلْوَطَنُ، ٱلْمَلِكُ.
- لبنان: سيادة، حرية، استقلال.
- قطر: الله الوطن الأمير.
- مصر: السلام والحرية والاستقلال.
- الجزائر: الثورة من الشعب وإلى الشعب.
- السودان: النصر لنا.
- العراق: الله أكبر
- موريتانيا: شرف إخاء عدالة.
- المغرب: الله، الوطن، الملك.[ج]
- سوريا: وحدة، حرية، اشتراكية.
- ليبيا:الشفع يارسول الله؛ (انتهى هذا الشعار بنهاية جماهيرية القذافي-2011) (الشعار الذي يرفعه المجلس الوطني الانتقالي:- الجمهورية الليبية: حرية، عدالة، ديمقراطية)
- عُمان: الله -الوطن- السلطان
- اليمن: الله، الوطن، الثورة، الوحدة.
- تونس : حرية، كرامة، عدالة، نظام (تمت إضافة كرامة عقب ثورة 14 يناير) .
- الإمارات العربية المتحدة الله ثم الوطن ثم الرئيس.
- الكويت الله الوطن الأمير.